# Stadtarchiv Potsdam
Das Stadtarchiv Potsdam ist das Kommunalarchiv der Landeshauptstadt Potsdam. Anhand der Bestände kann die Geschichte der Stadt Potsdam bis ins 14. Jahrhundert zurückverfolgt werden. Das Stadtarchiv ist der Stadtverwaltung Potsdam nachgeordnet und befindet sich im Haus 23 der Helene-Lange-Straße 14, in Potsdam.
Das Zwischenarchiv des Stadtarchivs Potsdam befindet sich in Groß Glienicke.